# غريغ إيستوود
غريغ إيستوود (بالإنجليزية: Greg Eastwood)‏ هو لاعب دوري الرغبي نيوزيلندي، ولد في 10 مارس 1987 في أوكلاند في نيوزيلندا.

## روابط خارجية
- غريغ إيستوود على موقع ItsRugby.co.uk (الإنجليزية)